# Kristian Bruun

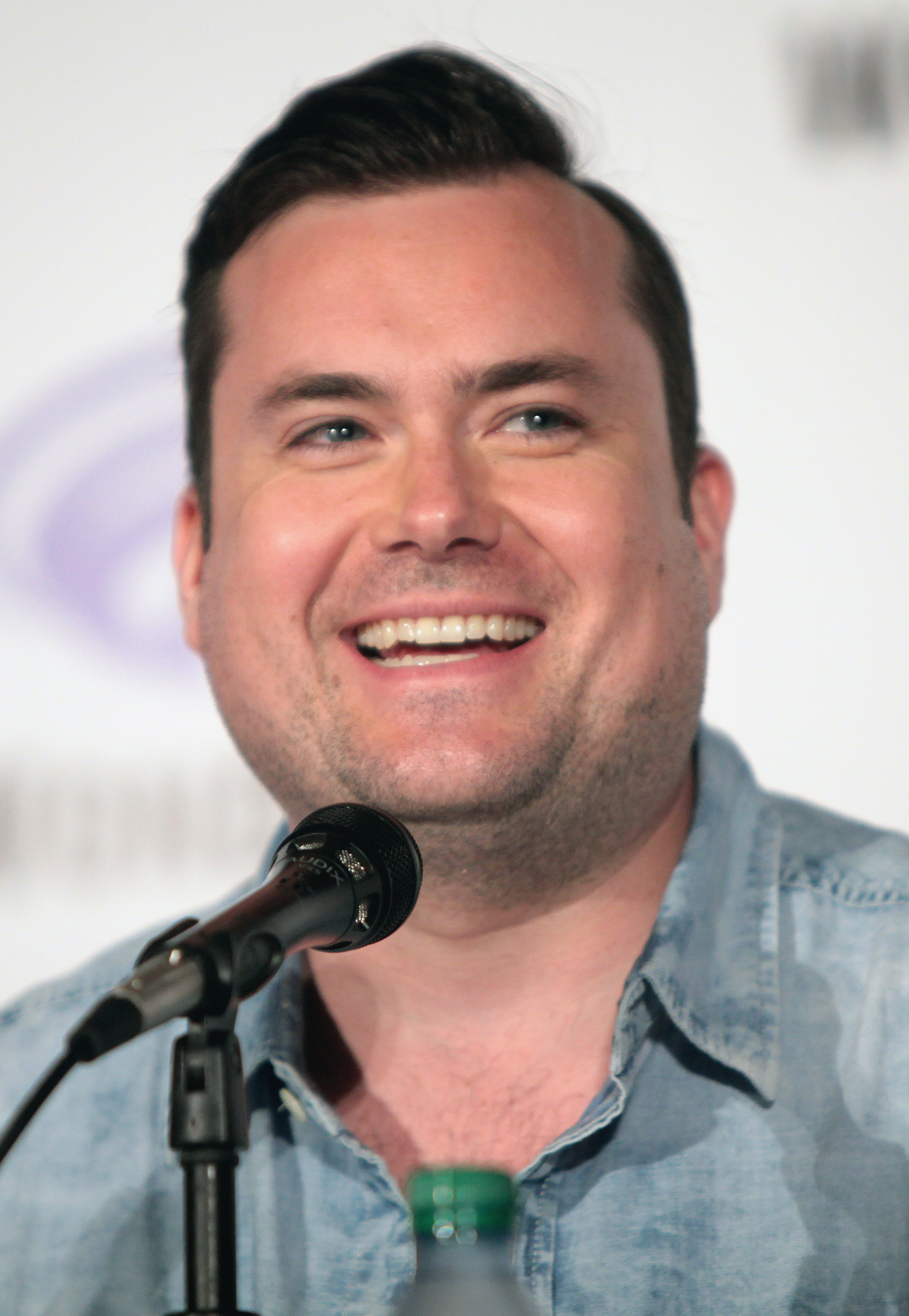
Kristian Bruun bei der WonderCon 2016

Charles Kristian Bonnycastle Bruun (* 25. Oktober 1979 in Toronto, Ontario) ist ein kanadischer Schauspieler.

## Leben
Kristian Bruun studierte an der Valley Forge Military Academy im US-Bundesstaat Pennsylvania sowie an der Queen’s University in Kingston, Ontario. Nach dem Abschluss wechselte er an die George Brown Theater School in Toronto. Er trat in Theateraufführungen in ganz Kanada sowie im Vereinigten Königreich und in Deutschland auf.
Seine erste Filmrolle hatte Kristian Bruun 2003 im Film Good Morning Tomorrow. Seitdem folgten vorwiegend Auftritte in Serien, so unter anderem 2010 in der Serie Covert Affairs und 2012 in Nikita. Zwischen 2012 und 2014 war er als Slugger Jackson in einer wiederkehrenden Rolle in der Serie Murdoch Mysteries zu sehen. Seit März 2013 ist er in der mehrfach ausgezeichneten Science-Fiction-Serie Orphan Black mit Tatiana Maslany zu sehen. Dort verkörpert er Donnie Hendrix, den Ehemann von Alison, eine der Klone, welche Maslany verkörpert. In den ersten beiden Staffel gehörte er zur Nebenbesetzung, seit der dritten Staffel spielt er eine Hauptrolle.
Kristian Bruun neben der kanadischen Staatsbürgerschaft auch die Finnlands.

## Filmografie (Auswahl)
- 2003: Good Morning Tomorrow
- 2010: Covert Affairs (Fernsehserie, Folge 1x07)
- 2011: Dan for Mayor (Fernsehserie, Folge 2x06)
- 2012: Nikita (Fernsehserie, Folge 2x20)
- 2012: Blood Pressure
- 2012–2019: Murdoch Mysteries – Auf den Spuren mysteriöser Mordfälle (Murdoch Mysteries, Fernsehserie, 35 Folgen)
- 2013–2017: Orphan Black (Fernsehserie, 39 Folgen)
- 2014: Dirty Singles
- 2015: Regression
- 2015: Life
- 2018–2019: Carter (Fernsehserie, 20 Folgen)
- 2019: Tammy’s Always Dying
- 2019: Ready or Not – Auf die Plätze, fertig, tot (Ready or Not)
- 2019: Departure (Fernsehserie, 5 Folgen)
- 2020: Good Witch (Fernsehserie, 1 Folge)
- 2022–2025: The Recruit (Fernsehserie, 11 Folgen)
- 2022–2024: Snowpiercer (Fernsehserie, 4 Folgen)
- 2023–2024: The Rookie (Fernsehserie, 2 Folgen)